# 林高遠
林高远（1995年3月19日—），生于广东省深圳市宝安区，中国男子乒乓球运动员，效力於广东省乒乓球队及汕頭明潤俱樂部。
林高远4岁开始打乒乓球，2004年进入广东省乒乓球队。2009年4月30日，14岁的林高远进入中国国家乒乓球队，主管教练为刘恒。在2024年林高远搭档刘诗雯获得中国全国锦标赛混双决赛冠军。
林高远曾获得：
- 2010年国际乒联职业巡回赛日本公开赛U21比赛男单冠军，

- 2010年国际乒联职业巡回赛U21总决赛男单冠军，

- 2010年全国乒乓球锦标赛男团冠军，

- 2011年国际乒联职业巡回赛日本公开赛男双冠军，

- 2014年国际乒联职业巡回赛科威特公开赛男双冠军。

- 2013年11月和2015年9月，林高远获得乒超联赛男团冠军。2016年9月，在全国乒乓球锦标赛上获得混双冠军。

- 2017年3月10日，在2017-2020直通东京的选拔赛中，林高远在第二阶段胜出，第一次获得世界乒乓球锦标赛之参赛资格。4月15日，在2017年亚洲乒乓球锦标赛上，林高远与樊振东合作获得男子双打冠军。9月17日，林高远获得第30届亚洲杯男单冠军。9月24日，林高远获得2017年国际乒联奥地利公开赛男单冠军。8月28日，他随中国队获得雅加达亚运会乒乓球男团冠军。

- 2019年10月17日，林高远入选2019福布斯中国30岁以下精英榜。

- 2022年全国乒乓球锦标赛，林高远身兼四项，8天91局，共收获两金两银，成为2010年以来於12年内男线第一位四项全部进入决赛的选手。

- 2023年4月29日，林高远在WTT曼谷球星挑战赛夺得男单冠军，单打、双打、混双皆取得金牌，成为三冠王。

## 早年經歷
林高遠一家三代都喜歡打乒乓球。林高遠的爺爺是體育工作者，非常喜歡打乒乓球，林父也是一個乒乓球愛好者，林高遠3歲時，父親發現他對乒乓球也有天生的親近感，因此就嘗試著讓林高遠頂球以培養手感。令人驚訝的是，三歲的林高遠竟然能頂球走上幾圈，隨後，林建宇又讓兒子頂牆拍球，練習幾次下來，林高遠能頂牆拍球50多次，這相當於一個普通成年人的水平。
在發現林高遠在乒乓球方面很有天賦後，夫妻倆為林高遠的發展傾注大量心血。林高遠4歲開始打乒乓球，6歲便離家獨自前往廣州住宿學球，父母一月只能探望一次。
林高遠練球十分刻苦，雖然年紀不大，但球技紮實、球風飄逸靈動。在眾人的讚美聲中，林高遠顯得非常清醒。上小學後被寶安體校的教練翁美瓊相中，就跟隨翁教練訓練。後來，在翁教練的推薦下，9歲的他進入廣東省隊，於2009年4月份又入選國家隊。 
2025年1月4日晚，林高远的父亲林建宇因病去世。林高远在他父亲的微博账号“髙飛远翔”发布了一条微博，回顾了他父亲的一生以及对自己乒乓球生涯的贡献。

## 運動員生涯

### 2006年
7月17日，在全國少年乒乓球比賽（南方賽區11歲）的男單決賽中，林高遠以3比0輕鬆地擊敗了對手，獲得南方賽區的冠軍，因此也獲得了晉級全國少年比賽總決賽（11歲）的資格。

### 2009年
12月，在哥倫比亞卡塔赫納舉行的第七屆世界青年乒乓球錦標賽中，林高遠獲得了男單四強，混雙四強（搭檔陳夢），男雙亞軍（搭檔閆安），男團冠軍。

### 2010年
4月，在泰國曼谷舉行的亞洲青少年乒乓球錦標賽中，林高遠、吳家驥、尹航和周雨四人代表的中國男團擊敗了由丹羽孝希帶領的日本男團，奪得男團冠軍。 
7月，在日本神戶舉行的國際桌總職業巡迴賽日本乒乓球公開賽U21組男單決賽中，林高遠以4-3戰勝日本選手神巧也，獲得男單冠軍。 
10月6日，2010年全國乒乓球錦標賽男團決賽在張家港市體育館進行。最終經過五盤苦戰，林高遠所在的廣東隊以3-2擊敗解放軍，登頂成功。 
12月，在韓國首爾舉行的國際乒總職業巡迴賽總決賽U21組男單決賽中，林高遠以4-3擊敗韓國選手徐贤德（Seo Hyun Deok），獲得U21組男單冠軍。

### 2011年
7月，2011年亞洲青少年乒乓球錦標賽，林高遠和吳家驥獲得青年組男雙冠軍。

### 2012年
12月，2012年世界青少年乒乓球錦標賽在印度海德拉巴進行。林高遠所在的中國隊獲得了男團冠軍。在男單決賽中林高遠2-4不敵樊振東，獲得亞軍。在男雙決賽中，林高遠/徐晨皓以4-0擊敗樊振東/範勝鵬，奪得冠軍。林高遠/顧若辰在混雙決賽中3-4不敵樊振東/劉高陽，獲得亞軍。

### 2013年
11月16日，2013年中國乒乓球超級聯賽男子團體展開決賽第二回合的爭奪，寧波海天塑機坐鎮主場迎戰上海金邁馳。雖然許昕在首盤取勝，但馬龍表現不俗先後擊敗尚坤和許昕，再加上閆安/林高遠貢獻的雙打勝利，寧波隊以3比1戰勝上海隊，他們以2比0的大比分獲勝衞冕成功。

### 2014年
2月12日至16日，廣汽集團2014國際乒總世界巡迴賽科威特公開賽在科威特城舉行。在男雙決賽中，中國選手林高遠搭檔奧地利選手費格爾迎戰中華台北強敵江宏傑/黃聖盛，最終中外跨國組合以3-2的總比分逆轉奪冠。

### 2015年
9月13日，2015賽季中國乒乓球俱樂部超級聯賽進入收官日，在晚間進行的男子團體決賽中，由馬龍、林高遠、閆安、呂翔組成的寧波海天塑機俱樂部3-2力克八一大商俱樂部，獲得男團冠軍。

### 2016年
9月26日，全國乒乓球錦標賽結束混雙爭奪，廣東組合詩與遠方組合劉詩雯/林高遠半決賽4-1逆轉馬特/孫曉彤，決賽又以4-1的相同比分擊敗馬龍/丁寧奪冠。

### 2017年
1月22日，在2017年國際乒總職業巡迴賽匈牙利公開賽男單半決賽中，林高遠3-4不敵尚坤，無緣決賽。 
3月10日，在2017-2020直通东京中国乒乓球队内部选拔赛中，林高遠在第二階段勝出，成為繼樊振東之後第二個直通杜塞尔多夫世錦賽的男隊隊員。 
4月15日，2017年亞洲乒乓球錦標賽男單1/4決賽，張繼科3-2林高遠。 
4月15日，2017年亞洲乒乓球錦標賽繼續在無錫進行，男雙決賽兩對中國組合之間的內戰，樊振東/林高遠3-1逆轉隊友方博/周雨，獲得男雙冠軍。林高遠因此成為亞洲冠軍。 
6月4日，在2017年杜塞道夫世桌賽男單16進8的比賽中，首次登上世錦賽舞台的林高遠大比分3-4不敵許昕，止步16強。 
9月5日，在2017年天津全運會乒乓球比賽男雙三四名決賽中，林高遠/閆安3-1擊敗江蘇組合張煜東/孫聞，獲得男雙銅牌。 
9月17日，第30屆乒乓球亞洲盃，在男單決賽中，林高遠4-2戰勝隊友樊振東奪冠。 
9月24日，在2017年國際乒總巡迴賽奧地利公開賽男單決賽上，林高遠以大比分4-1擊敗閆安，獲得職業生涯第一個公開賽男單冠軍。 
10月22日，在2017年列日世界盃男單1/4決賽中，首次參加世界盃的林高遠大比分3-4不敵波爾，止步8強。 
11月12日，在2017年國際乒總巡迴賽德國公開賽男單1/4決賽中，林高遠1-4不敵波爾，止步8強。

### 2018年
4月8日，在亞洲盃乒乓球比賽中，林高遠0-4不敵樊振東，獲得亞洲盃乒乓球比賽亞軍。 
6月2日，國際乒總世界巡迴賽中國公開賽，林高遠/陳幸同獲得混合雙打冠軍。 
6月3日，國際乒總世界巡迴賽中國公開賽，樊振東/林高遠獲得男子雙打冠軍。 
8月6日，林高遠入選第十八屆亞運會中國體育代表團名單。 
8月28日，2018年雅加達亞運會乒乓球男團決賽，中國隊（林高遠、樊振東、王楚欽）3-0完勝韓國隊（李尚洙、鄭榮植、張禹珍）實現七連冠。 
8月30日，2018年雅加達亞運會乒乓球比賽混雙決賽，林高遠/王曼昱2-4不敵隊友王楚欽/孫穎莎，獲得亞軍。 
9月1日，2018年雅加達亞運會乒乓球男單決賽，林高遠2-4不敵隊友樊振東，獲得亞軍。
12月16日，2018國際乒總巡迴賽總決賽男單亞軍。

### 2019年
2月16日，2019年國際乒總挑戰賽葡萄牙公開賽，劉詩雯/林高遠以11:8、11:6和11:4連下三局，獲得混雙冠軍。 
6月2日，2019中國乒乓球公開賽男單半決賽，林高遠4-2戰勝許昕，決賽將由馬龍對陣林高遠。
7月2日，國際乒總公佈了最新一期男單世界排名，林高遠積14835分排名世界第二。 
2019年7月27日，全国乒乓球锦标赛混雙決賽林高遠/王曼昱在先丟一局的情況下連扳四局，以4-1戰勝周啓豪/陳幸同，奪得混雙冠軍。 
9月19日，在2019亞洲乒乓球錦標賽上，擊敗對手成功晉級八強。 
9月22日，在2019年乒乓球亞錦賽男單決賽中，林高遠以1-3不敵許昕，獲得亞軍。 
10月7日，2019年乒乓球世界盃團體賽中國隊參賽名單出爐，林高遠入選。
11月17日，在2019年國際乒總奧地利公開賽男雙決賽中，梁靖崑/林高遠3-0擊敗韓國組合鄭榮植/李尚洙奪冠；在混雙決賽中，林高遠/朱雨玲獲得亞軍。

### 2020年
9月7日，中华人民共和国第十四届运动会广东省代表团乒乓球队名單公佈，林高遠參加男團、男單、男雙決賽項目。 
9月21日，林高遠獲得中華人民共和國第十四屆運動會乒乓球男子團體金牌。 
9月22日，在全運會男單比賽中，林高遠於1/16決賽中以2-4不敵張煜東，無緣十六強。 
9月24日，在第十四屆全運會乒乓球混合雙打決賽中，廣東隊黃頴琦/林高遠組合獲得第四名。
10月4日，在乒乓球全國錦標賽男團決賽中，林高遠與周啓豪、張超組成的廣東隊以3-2逆轉戰勝北京隊，奪得冠軍。 
10月9日，在山東威海舉辦的2020全國乒乓球錦標賽中，林高遠和梁靖崑在男雙決賽中以1-4負於京滬組合馬龍/許昕，摘得雙打銀牌。

### 2021年
2021年10月，中國乒乓球俱樂部超級聯賽在山東威海舉行，林高遠代表汕頭明潤俱樂部參賽。 
10月17日開始，包括林高遠在內的32名中国国家乒乓球队隊員將集結溫州進行封閉集訓，以備戰11月在美國休斯敦開打的世桌賽單項賽。
10月25日，中國乒乓球協會公佈信息，林高遠將參加11月23日至29日在美國休斯敦舉行的休斯敦世界乒乓球錦標賽，參加男單、男雙、混雙比賽項目。 
11月7日，WTT常規挑戰賽斯洛維尼亞拉什科站，男雙週啓豪/林高遠3-0復仇日本組合田中裕太/木造勇人獲得冠軍。 11月，世界乒乓球男單排名排名第六。 
11月14日，在WTT常規挑戰賽斯洛維尼亞新梅斯托站男雙決賽中，林高遠/周啓豪以3比1擊敗梁靖崑/王楚欽奪冠。 
2021年11月21日，國際乒總宣佈，中美選手將組隊出戰2021年休斯敦世桌賽混雙比賽。林高遠將搭檔美國選手張安。 
22日，兩對中美混雙組合中國選手林高遠搭檔美國選手張安、美國選手卡納克搭檔中國選手王曼昱進行合練。 這對備受關注的組合充分展現了自己的實力，以3∶0的比分輕鬆晉級；在2021休斯敦世桌賽男子雙打1/4決賽，林高遠/梁靖崑以3-2過關進四強。11月29日，進行的2021休斯敦世桌賽男子雙打半決賽中，國乒組合林高遠/梁靖崑0:3不敵瑞典組合卡爾松/法爾克無緣決賽, 也意味著國乒無緣衞冕世錦賽男雙冠軍。

### 2022年
2022年1月23日，WTT澳門賽林高遠4比0橫掃國乒黑馬徐瑛彬，率先挺進決賽。決賽，林高遠3-4不敵王楚欽，獲得亞軍。
2022年2月，獲WTT新加坡大滿貫賽事參賽資格。
3月5日，在2022年WTT挑戰賽馬斯喀特站男單決賽中，林高遠以1比4不敵隊友梁靖崑獲得亞軍。
7月23日，林高遠在布達佩斯擊敗了林昀儒，先後大比分直落波爾、莊智淵、邱黨，最終以3比4不敵張本智和，獲得WTT布達佩斯冠軍賽男單亞軍。
10月4日，在成都舉行的第56屆世界乒乓球團體錦標賽決賽中，中國男隊派出林高遠等人出戰，中國隊以8戰8勝的全勝戰績，最終登頂。
11月，代表廣東隊參加2022年全國乒乓球錦標賽。男子團體決賽，林高遠連勝周愷、樊振東拿下2分，但所在的廣東隊仍以2比3敗給上海隊，獲得男子團體亞軍。
11月9日，2022年乒乓球全錦賽混雙決賽中，林高遠/王曼昱的“圓滿”組合以4-2戰勝王楚欽/孫穎莎組合奪冠，此次已是"圓滿"組合第二次一起奪冠，也是兩人混雙各自的第三次冠軍，林高遠更是自參加全錦賽混雙起，就從未下過領獎台。
11月11日，2022年全國乒乓球錦標賽男雙決賽中，林高遠/周啟豪4-2戰勝向鵬/袁勵岑，獲得冠軍。
11月12日，2022年全國乒乓球錦標賽男單決賽，林高遠以2比4敗給樊振東，獲得男單亞軍。
此次全錦賽當中, 林高遠身兼四項, 八天91局，共收穫兩金兩銀。成為10年全錦賽起，至今12年來男線第一位四項全部進決賽的選手。

### 2023年
2023年1月，參加2023德班世乒賽亞洲區預選賽。
1月9日，2023年德班世乒賽亞洲區預賽，林高遠/王曼昱以4比2戰勝中國香港的林兆恒/吳詠琳，為中國隊拿到世乒賽資格。
在北京舉行的中國乒乓球隊“直通德班”世乒賽選拔混雙半決賽中，林高遠/陳幸同以3比1戰勝樊振東/王曼昱。
2月21日，中國乒乓球隊直通德班世乒賽第一次選拔賽混雙決賽林高遠/陳幸同3-1擊敗於子洋/孫銘陽獲得冠軍。
3月，參加WTT球星挑戰賽果阿站,戰勝法國的勒貝松、瑞典的克利斯蒂安·卡爾森等人。
3月13日，WTT新加坡大滿貫男單1/16決賽，林高遠3-2張禹珍。3月15日，WTT新加坡大滿貫男單八分之一決賽，林高遠3-2梁靖崑，晉級八強。
3月27日，2023中國乒乓球隊世乒賽選拔賽第二站小組賽第二輪，林高遠/陳幸同獲勝；男單方面，林高遠以3:1擊敗趙子豪。林高遠3比0袁勵岑，三戰三勝，排名C組第一出線。
3月29日，中國乒乓球隊“直通德班”世乒賽第二站選拔賽結束混雙項目爭奪，林高遠/陳幸同以3∶1戰勝於子洋/孫銘陽，獲得第七名。附加賽，林高遠/陳幸同2：3惜敗王楚欽/孫穎莎。
3月30日， “直通德班”2023中國乒乓球隊世乒賽選拔賽第二站男單決賽，獲得亞軍。
4月3日，入選德班世乒賽決賽參賽名單。
4月27日，WTT球星挑戰賽曼谷站混雙半決賽，林高遠/陳幸同以大比分3比0橫掃日本組合戶上隼輔/張本美和，晉級決賽。
4月28日，WTT球星挑戰賽曼谷站決賽，林高遠/陳幸同與頭號種子林鐘勳/申裕斌同場較量，前者先落後兩局，最終完成逆轉，林高遠/陳幸同3-2反勝韓國組合，勇奪冠軍。同日，男單半決賽中林高遠3比0橫掃隊友袁勵岑，以唯一一名中國選手身分挺進決賽。
4月29日，WTT曼谷球星挑戰賽男單決賽，在賽事僅剩的兩位種子選手中展開，林高遠最終以4-3戰勝韓國名將張禹珍，打破個人1420日冠軍荒，登頂成功。
在隨後的男雙決賽中，林高遠/林詩棟直落3局，耗時僅13分鐘擊敗韓國組合張禹珍/林鐘勳奪冠。林高遠在此賽事中總場上時間超過6小時，包攬男單、雙打、混雙金牌，成為WTT賽事中第一個男子「三冠王」。
5月底德班世乒賽中，林高遠一路過關斬將，其中包括李相秀、林昀儒，在八進四時將馬龍逼至每場爆分，最終不敵馬龍，止步八強。
12月，林高远所在的中国队出战首届乒乓球混团世界杯，并以八胜零负的战绩夺得冠军。

### 2024年
2024年2月，林高远所在的中国队夺得2024年世界乒乓球团体锦标赛男子团体冠军。
4月，澳门世界杯中，半决赛林高遠以4-0横扫日本一哥张本智和，晋级男单决赛。决赛对阵马龙，3-0领先被马龙4-3逆转，屈居亚军。
7月，WTT曼谷球星挑战赛男单决赛，林高远0比4不敌张本智和，获得单打亚军。
12月，获得2024年乒乓球混合团体世界杯冠军。

## 風格/評價
林高遠從寂寂無名的中國隊小隊員，到2017年「直通杜塞爾多夫」世乒賽選拔賽中打破四大主力格局，一鳴驚人奪得參賽資格而被稱為「黑馬」，其後成名。球路風格突出，以快、靈、巧見稱，速度及落點控制極佳，因其背景及技術特色，賽事評述員給他起了外號 The Dark Knight（黑暗騎士），現已為世界各地球迷所熟知。
林高遠性格溫柔愛笑，謙遜努力，人緣極好，與馬龍、樊振東、王曼昱、周啟豪等人關係相當親近。馬龍十分疼愛林高遠，他曾道:「高遠最可貴的一點是非常的積極，非常努力，渴望去打好每一場比賽。不管是這點，還是性格上來說，感覺跟自己比較像。他的這種渴望，這種眼神，包括平時在訓練當中這種投入，有時候會讓我非常感動。」
「林高遠在北京第二階段打的時候名次沒打上來，是國乒教練組給他外卡進來直通階段的。第一階段他有點遺憾，第二次能打出來，很快彌補了之前的遺憾和失誤。第二階段比前面更穩定老練。」劉國梁評價道，「高遠是非常努力的運動員，不是靠一時的努力，而是長久的堅持。」
寶安體校翁美瓊的記憶中，林高遠是一個懂事的「乖小孩」。她道:「他從來不偷懶，也從不在教練面前耍脾氣，練得非常刻苦。從小就很懂禮貌，高遠有對乒乓球運動的執著，再加上自身素養的不斷提升，肯定還能再上新台階。」
「他從不因為自己戰勝了某個對手而沾沾自喜，他是靠不斷地尋找自己的缺點，不斷戰勝自我，才贏得今天的位置的。」廣東省乒乓球主教練的李肇民給了林高遠極高的評價。